# Samir Habchi
Samir Habchi (en arabe :صبحي حبشي) né en 1961 au Liban, est un réalisateur de cinéma libanais. 

## Biographie
Sami Habchi est originaire de la ville de Deir el-Ahmar (en) dans la vallée de la Bekaa. 
Il bénéficie d'une bourse pour suivre des études en Ukraine en 1983 ; il émigre alors et obtient un master à l'Institute of Theatre and Cinematography à Kiev. Il ne rentre au Liban qu'en 1992 - soit après la fin de la guerre du Liban en 1990. 
Il enseigne la réalisation dans trois établissements, l'Université Saint-Esprit de Kaslik, l'Académie libanaise des Beaux-Arts et l'Université libanaise.

## Films
- 1983 : premier court-métrage, La paix, suivi d'Éclats (1984) et Le boiteux (1986)[4].

- 1988 : Les Épouvantails  (court-métrage, 10'), centré sur un jeune Libanais en proie à ses démons dans un Liban en guerre ; Grand Prix et Prix des spectateurs du festival Prologue 1988-URSS, et Prix des critiques arabes (Carthage 1989)[4].

- 1992 : Le Tourbillon (al-I‘sâr) : premier long-métrage, mention spéciale du jury de jeunes au Festival de Fribourg[4]. Ce film évoque le retour au Liban d'Akram, un Libanais qui a suivi des études artistiques en Russie et qui redécouvre son pays natal déchiré par la guerre[3]. D'abord effrayé par la violence des bombardements, le personnage principal cède ensuite à la tentation de l'engagement dans les combats fratricides[3],[5]. La mort de son ami le plus proche, tué pendant la guerre, explique la transformation d'Akram, civil pacifique devenu milicien[3]. Le film puise dans une inspiration autobiographique, notamment pour des scènes de cauchemar que le cinéaste exilé pendant la durée du conflit avait vues en rêve, après avoir regardé les informations concernant son pays à la télévision ukrainienne[3].  « Je voulais faire un film sur l’absurdité de la guerre », déclare le réalisateur[3]. Selon Lilian Farhat, le film est surtout porteur d'une interrogation morale sur la responsabilité individuelle pendant la guerre[6]. Les jeunes gens «  méchants  » du film sont vêtus de noir, tandis que ceux qui ne portent pas d'armes sont habillés de chemises blanches[6]. On voit le Christ assassiné sur un chemin alors qu'il est en compagnie des apôtres, mais « le Christ ne parvient pas à sauver son peuple, il ne meurt pas pour que d'autres puissent vivre, et d'autres ne devraient pas mourir en son nom »[6]. Certains épisodes du Tourbillon ont été supprimés par la censure, en particulier un passage qui montre le déchaînement de violence d'un milicien portant le manteau du Christ et qui commet une tuerie, ainsi qu'un autre passage où un personnage tire en direction du ciel « pour tuer Dieu »[3]. Le gouvernement libanais avait initialement envoyé des policiers pour protéger les lieux du tournage ; toutefois, par la suite, le film a été interdit pendant 6 mois[3]. En définitive des festivals internationaux ont rendu possible la projection du film intégral, l’interdiction a été abrogée, et le film a réalisé 85 000 entrées au Liban[3]. Le film est une co-production russo-libanaise[3] ; il a été tourné au Liban et en Russie[2].

- 2001 : Meshwar,  second long-métrage[4]. Il s'agit d'une commande, à l'égard de laquelle Samir Habchi s'est montré critique, déclarant que « le film ne reflète pas la réalité du pays »[3].

- 2004 : Sayyidat el-Kasr, documentaire sur Nazira Joumblat, la mère du leader druze et chef du Mouvement national Kamal Joumblatt, assassiné en 1977 ; le film s'inscrit dans une série de 12 portraits de femmes ayant joué un rôle important dans le monde arabe contemporain (un projet de la Compagnie Chahine)[3] ; mention spéciale du jury au JJC de Carthage[4].

- 2007-2008 : Gibran Khalil Gibran, quatre épisodes pour le cinéma et la télévision[4].

- 2008 : Beirut Open City  (Doukhan Bila Nar) ; l’action se déroule à Beyrouth, pendant les années 1990, alors que le Liban est sous occupation syrienne, mais aussi dans une période de reconstruction après la guerre de Liban de 1975-1990[7].

## Référénces
1. ↑  « Habchi, Sobhi - Persée », sur www.persee.fr (consulté le 23 décembre 2024)
2. 1 2  (en-US) « The Tornado: A Lebanese Masterpiece Film That Went Underrated », sur www.the961.com, 13 octobre 2019 (consulté le 23 décembre 2024)
3. 1 2 3 4 5 6 7 8 9 10 11 12 13 14  Laila Hotait, « Itinéraire des cinéastes libanais de l’après-guerre : le parcours d’une reconstruction », dans Itinéraires esthétiques et scènes culturelles au Proche-Orient, Presses de l’Ifpo, coll. « Contemporain publications », 2007, 204–219 p. (ISBN 978-2-35159-268-7, lire en ligne)
4. 1 2 3 4 5 6  « Qui es-tu Samir Habchi ? », sur L'Orient-Le Jour, 19 mars 2009 (consulté le 23 décembre 2024)
5. ↑  (en-US) Ted Shen, « The Tornado », sur Chicago Reader, 26 octobre 1985 (consulté le 23 décembre 2024)
6. 1 2 3  (en) Lilian Farhat, « The Tornado [Hurricane] [Lebanon] 1992. 84 min VHS. Dir/Prod: Samir Habchi for Marmel Film and Strannik. Arab Film Distribution, 4022 Stone Way North, Seattle, WA 98103. Tel: [206] 541-4687. Fax: [206] 547-8607. Arabic with English subtitles. », Review of Middle East Studies, vol. 30, no 1,‎ juillet 1996, p. 134–135 (ISSN 0026-3184 et 2329-3233, DOI 10.1017/S0026318400033848, lire en ligne, consulté le 23 décembre 2024)
7. ↑  « Dès lundi en salle : « Beirut Open City » », sur L'Orient-Le Jour, 4 décembre 2008 (consulté le 23 décembre 2024)